# Kaszyce
Kaszyce est une localité polonaise de la gmina d'Orły, située dans le powiat de Przemyśl en voïvodie des Basses-Carpates.